# Chilterns
Les Chilterns sont des escarpements crayeux allant de l'Oxfordshire au Buckinghamshire, au nord-ouest de Londres. Leur point culminant est Haddington Hill (en) (267 m) dans la forêt de Wendover, dans le Buckinghamshire. On y trouve un géoglyphe, la croix de Whiteleaf.

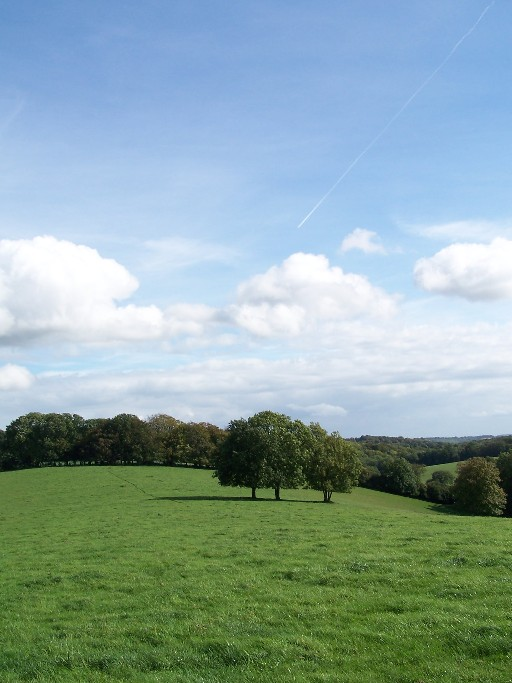
Vue des Chilterns près de Nettlebed.
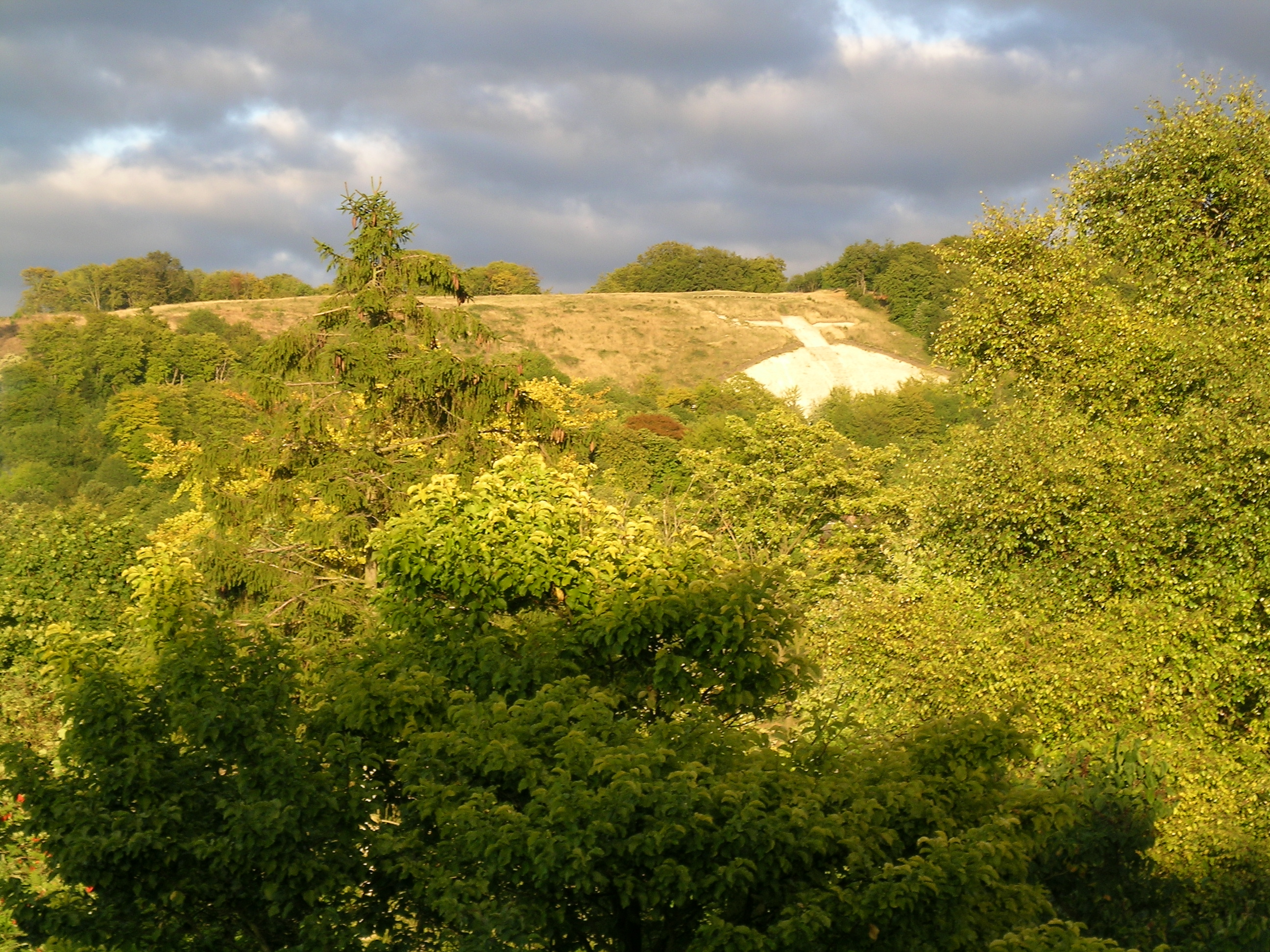
La croix de Whiteleaf.